# نیسی دایومس
نیسی دایومس (اسپانیایی: Neisi Dajomes‎؛ زادهٔ ۱۲ مهٔ ۱۹۹۸) وزنه‌بردار اهل اکوادور است.
وی در مسابقات کشوری و بین‌المللی در مجموع برندهٔ ۸ مدال طلا، ۲ مدال نقره، ۲ مدال برنز شده‌است.